# Розтока (потік)
Розто́ка (інша назва — Па́січна) (пол. Pasieczna) — гірський потік в Україні, у Надвірнянському районі Івано-Франківської області. Права притока Бистриці Надвірнянської (басейн Дністра).

## Опис
Довжина потоку приблизно 7,65 км, найкоротша відстань між витоком і гирлом — 6,04 км, коефіцієнт звивистості потоку — 1,27. Формується багатьма безіменними гірськими потоками. Потік тече у гірському масиві Ґорґани.

## Розташування
Бере початок на південно-західних схилах гори Підсмеречик (1251,6 м). Тече переважно на північний захід між горами Пасічанкою (1212,8 м) та Студеною Клева (1046,7 м) і в селі Пасічна впадає у річку Бистриця Надвірнянську, праву притоку Бистриці.

## Цікаві факти
- На потоці розташовані заповідне урочище «Глибокий» та однойменні водоспади Розтока (4 м) та Розтока нижній (1,5 м).